# Coleophora subahenella
Coleophora subahenella é uma espécie de mariposa do gênero Coleophora pertencente à família Coleophoridae.